# Lundu marajoara
O lundu marajoara é uma variante do lundu, praticado principalmente nos municípios de Soure e Salvaterra, na Ilha de Marajó, com aspectos coreográficos que remetem à dança tradicional, mas com roupagens semelhantes às usadas no carimbó e a adição de instrumentos musicais mais modernos, como o clarinete. Foi declarado patrimônio cultural imaterial do estado do Pará em 2021.

## História
Acredita-se que o lundu tenha origem em danças africanas, mais especificamente de Angola. Por sua sensualidade, chegou a ser proibido pela Igreja Católica.

## Características
Na coreografia, homens e mulheres requebram ao som da percussão, simulando um ritual amoroso; a mulher a princípio resiste ao envolvimento do homem, mas por fim acaba cedendo e acompanhando-o na dança.
Os dançarinos se apresentam descalços. As mulheres vestem saias rodadas estampadas de cores fortes e blusas curtas, expondo ombros e barriga. Os homens vestem calças curtas e podem ou não usar camisa, que neste caso tem mangas compridas e costuma ser amarrada à altura do umbigo.